# Katja Krasavice

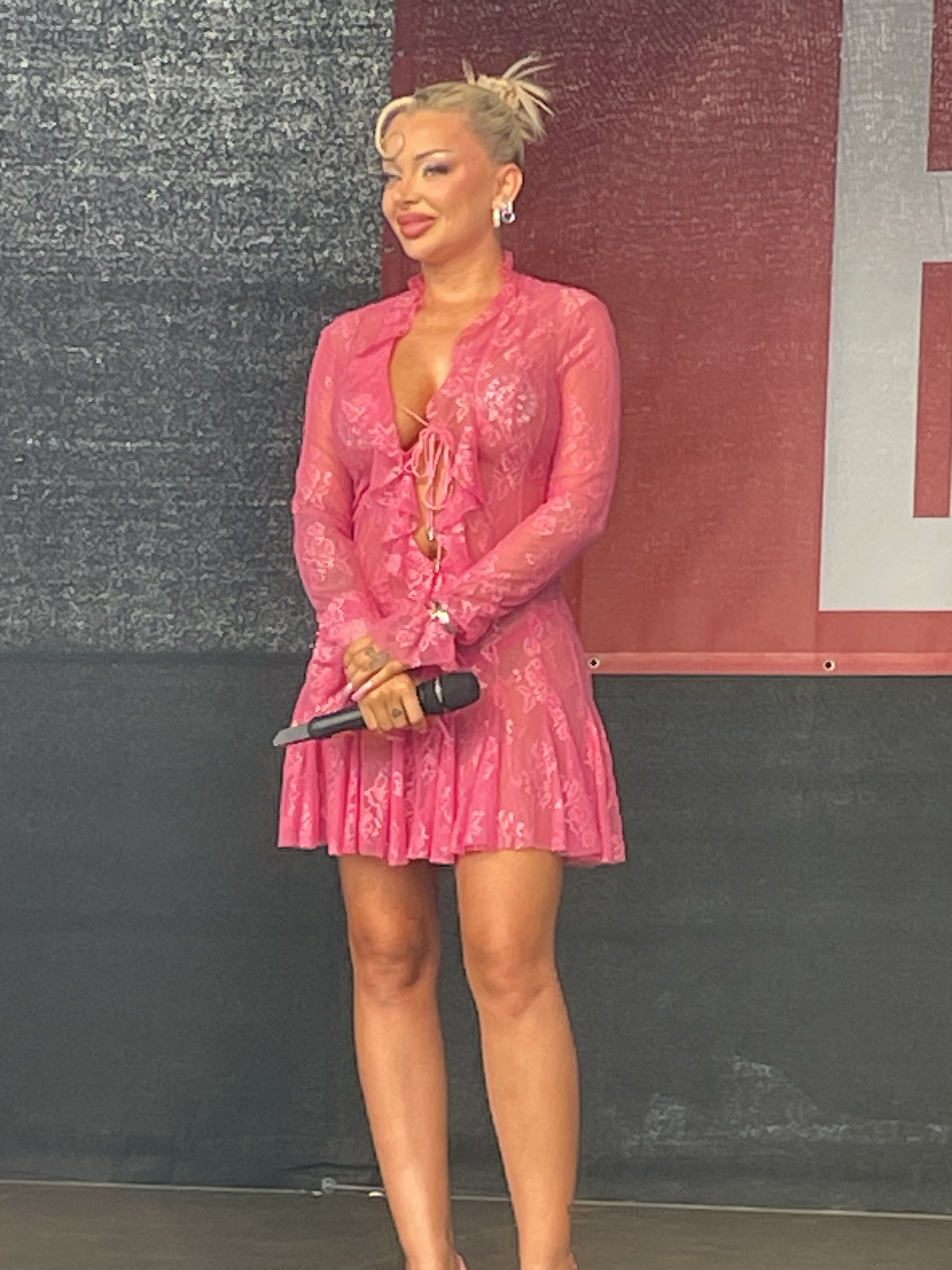
Katja Krasavice 2024

Katja Krasavice ([krasa'vʲitsɛ], amtlich Katrin Vogel; * 10. August 1996 als Katrin Vogelová in Teplice, Tschechien) ist eine deutsche Sängerin, Rapperin, Schauspielerin, Autorin und Webvideoproduzentin.

## Leben
Sie wurde 1996 in der nordböhmischen Stadt Teplice als Kind einer tschechischen Fotografin und eines slowakischen Handwerkers geboren. Kurz nach ihrer Geburt zog die Mutter mit ihr und ihren drei Halbgeschwistern in das Heimatdorf des Stiefvaters, Liebschütz in Sachsen. Als sie fünf Jahre alt war, starb einer ihrer Brüder an Krebs.
In der Schule wurde Krasavice wegen ihres aufreizenden Auftretens gemobbt, beschimpft und von ihren Mitschülern körperlich angegriffen. Ihr Vater wurde alkoholabhängig und gewalttätig gegenüber ihrer Mutter. Als sie elf Jahre alt war, beging ihr zweiter Bruder in einer Gefängniszelle Suizid. Später sagte sie gegen ihren Vater vor Gericht aus, weil er ihre Freundinnen sexuell missbraucht hatte. Danach zogen sie und ihre Mutter zu Verwandten nach Leipzig. Dort besuchte sie ein Gymnasium, das sie ohne Schulabschluss verließ.
Krasavice erzählte 2018 bei ihrer Teilnahme an der Fernsehsendung Promi Big Brother von einer abgebrochenen Schwangerschaft. Als Grund nannte sie unter anderem die Angst, ihr Kind könne nur aufgrund ihres Auftretens in der Schule gemobbt und ausgegrenzt werden. Die Entscheidung bereue sie mittlerweile.

## Karriere
2014 startete sie unter dem Künstlernamen Katja Krasavice einen YouTube-Kanal. Das Wort „krasavice“ bedeutet im Tschechischen „schöne Frau“. Mit ihren freizügigen Outfits, ihrer Hinwendung zur Pornokultur, ihrer Rolle als Verfechterin der plastischen Chirurgie und ihren offenen Gesprächen über Sexualität, einschließlich Vorlieben und Techniken, wurde sie im deutschsprachigen Raum bald als „Sex-Youtuberin“ bekannt.

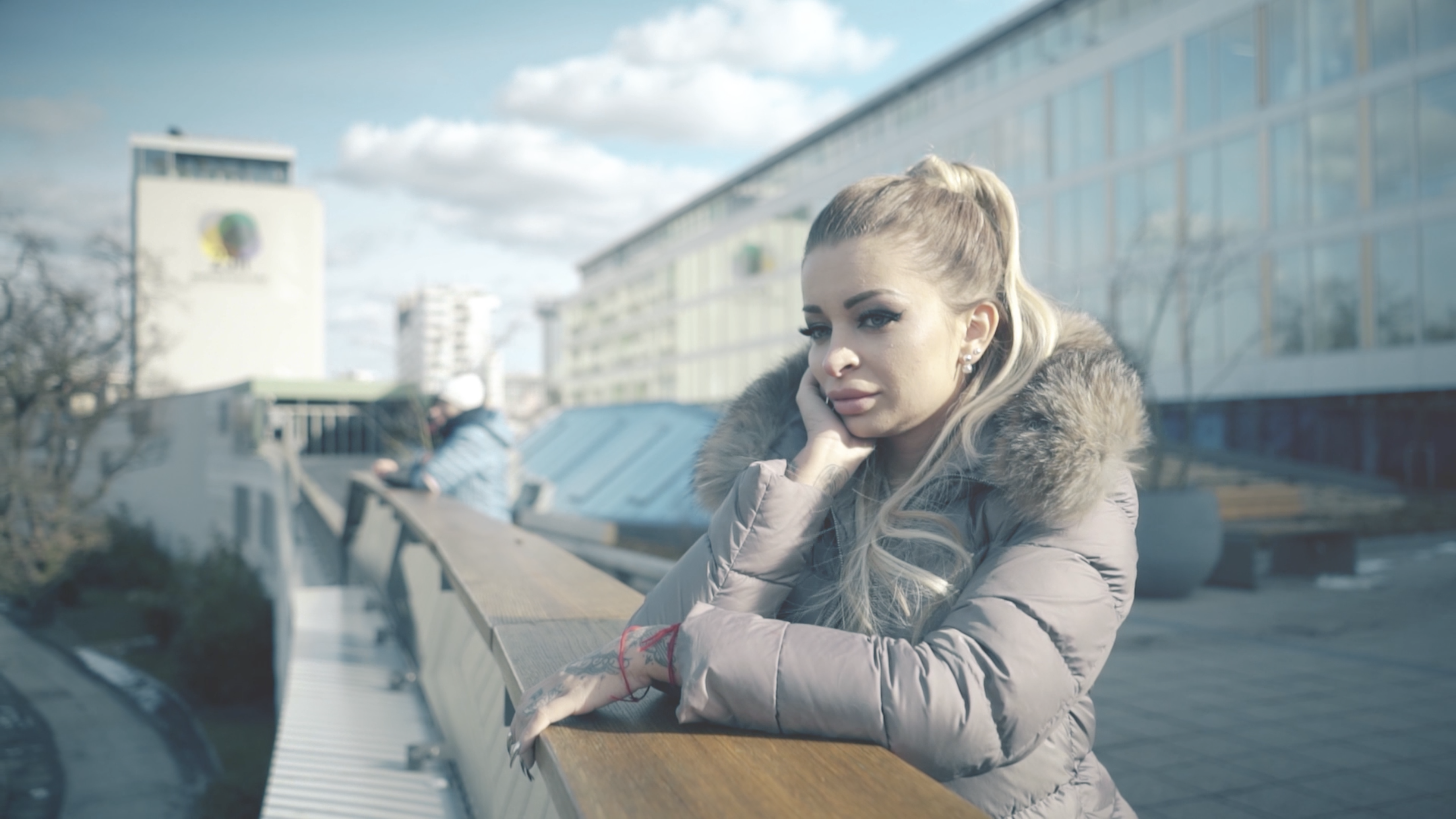
Katja Krasavice 2018

Ende des Jahres 2017 veröffentlichte Krasavice mit Doggy ihre erste Single, die für eine Woche Platz sieben in den deutschen Singlecharts belegte. Im April 2018 veröffentlichte sie ihren zweiten Song Dicke Lippen. Mit Sex Tape folgte im August 2018 ihre dritte Single. Bei allen Songs arbeitete sie mit dem deutschen Musikproduzenten Stard Ova zusammen, der die Titel schrieb und produzierte. Im August 2018 nahm Krasavice an der sechsten Staffel von Promi Big Brother teil und gelangte auf den sechsten Platz.
Im Juli 2019 wurde bekannt, dass sie bei Warner Music unter Vertrag genommen wurde. Kurz darauf entfernte sie alle Videos von ihrem YouTube-Kanal Katja Krasavice und betreibt seitdem lediglich den Kanal Katja Krasavice Music. Im Januar 2020 wurde ihr Debütalbum Boss Bitch veröffentlicht und stieg auf Platz eins der deutschen Albumcharts. Die erste Singleauskopplung des Albums Gucci Girl ist eine Anlehnung an Aquas Barbie Girl aus dem Jahr 1997. Im Juni 2020 wurde ihr Buch Die Bitch Bibel veröffentlicht, das im selben Monat in der Spiegel-Bestsellerliste der Sachbücher Platz zwei belegte.
Im Januar 2021 veröffentlichte sie zusammen mit der Musikerin Elif die vierte Single Highway ihres Albums Eure Mami. Sie erreichte Platz eins der deutschen Singlecharts. Im Anschluss wurde ihr zweites Album, Eure Mami veröffentlicht. Auch dieses Album erreichte Platz eins der deutschen Albumcharts. Im März 2021 war Krasavice in der bei RTL ausgestrahlten Show Täglich frisch geröstet zu sehen. Mitte April 2021 wurde eine Zusammenarbeit mit den US-amerikanischen Rapperinnen Saweetie und Doja Cat angekündigt. Dabei wird dem gemeinsamen Song letzterer, Best Friend, eine Version mit Krasavice hinzugefügt, die eine Woche nach Veröffentlichung Platz eins der deutschen Singlecharts belegte. Im Dezember 2021 nahm sie an der Show Ein Herz für Kinder teil und spendete 50.000 Euro.
Nach der Bekanntgabe der Trackliste ihres dritten Studioalbums im Januar 2022 wurde Krasavice darauf hingewiesen, dass sich Haiyti, ihr dritter Featuregast auf dem Album, homophob geäußert habe. Sie strich daraufhin den Song aus dem Album Pussy Power, das im Februar 2022 erschien. Die erste gleichnamige Singleauskopplung wurde bereits im September 2021 veröffentlicht und belegte Platz eins der deutschen Singlecharts. Im November 2021 wurde ihre zweite Singleauskopplung Raindrops mit der deutschen Sängerin Leony veröffentlicht, die sich ebenfalls auf dem ersten Platz der deutschen Charts platzieren konnte. Das Album erreichte erneut Platz 1 der deutschen Albumcharts.
2022 etablierte sie das Getränk Sugar Mami, das unter anderem von dem YouTube-Kanal Simplicissimus für einen hohen Zuckergehalt kritisiert wurde, und spendete am Jahresende aus den Verkaufserlösen 100.000 Euro anlässlich der Gala Ein Herz für Kinder. Ab Anfang 2023 war Krasavice als Jurorin in der 20. Staffel der Castingshow Deutschland sucht den Superstar zu sehen. Im März 2023 kündigte Krasavice ihr viertes Studioalbum Ein Herz für Bitches an, das im September 2023 erschien und sich wie die vorherigen Alben ebenfalls an der Spitze der deutschen Charts platzieren konnte. Innerhalb von vier Stunden wurden 8000 Albumboxen vorbestellt.
Die erste Singleauskopplung Frauen erschien im Mai 2023 und kam in den deutschen Charts auf Platz 2. Mitte Juli 2023 folgte die zweite Single Ich hab den schönsten Arsch der Welt in Kooperation mit dem DJ Felix Jaehn, die ein Cover des 2007 veröffentlichten Songs Du hast den schönsten Arsch der Welt ist. Anfang August folgte die dritte Singleauskopplung Neonlights in Zusammenarbeit mit der Sängerin Luna. Anfang 2024 veröffentlichte Krasavice mit dem Rapper Finch sowie den DJs Luca-Dante Spadafora und Niklas Dee den Titel One Night Stand, der  auf Platz eins der deutschen Charts kam.
Im Juni 2024 kündigte der Getränkehersteller Unibev ein Aktionsprodukt seiner Eistee-Marke BraTee an, das in Kooperation mit Katja Krasavice vermarktet wird.

## Diskografie
Studioalben

| Jahr | Titel Musiklabel                           | Höchstplatzierung, Gesamtwochen, AuszeichnungChartplatzierungen (Jahr, Titel, Musiklabel, Platzierungen, Wochen, Auszeichnungen, Anmerkungen) | Höchstplatzierung, Gesamtwochen, AuszeichnungChartplatzierungen (Jahr, Titel, Musiklabel, Platzierungen, Wochen, Auszeichnungen, Anmerkungen) | Höchstplatzierung, Gesamtwochen, AuszeichnungChartplatzierungen (Jahr, Titel, Musiklabel, Platzierungen, Wochen, Auszeichnungen, Anmerkungen) | Anmerkungen                             |
| Jahr | Titel Musiklabel                           | DE | AT | CH | Anmerkungen                             |
| ---- | ------------------------------------------ | --- | --- | --- | --------------------------------------- |
| 2020 | Boss Bitch Katja Krasavice (WMG)           | DE1 (11 Wo.)DE | AT2 (7 Wo.)AT | CH5 (2 Wo.)CH | Erstveröffentlichung: 17. Januar 2020   |
| 2021 | Eure Mami Katja Krasavice (WMG)            | DE1 (4 Wo.)DE | AT1 (2 Wo.)AT | — | Erstveröffentlichung: 29. Januar 2021   |
| 2022 | Pussy Power Katja Krasavice (WMG)          | DE1 (4 Wo.)DE | AT1 (2 Wo.)AT | CH6 (1 Wo.)CH | Erstveröffentlichung: 11. Februar 2022  |
| 2023 | Ein Herz für Bitches Katja Krasavice (WMG) | DE1 (2 Wo.)DE | AT62 (1 Wo.)AT | CH25 (1 Wo.)CH | Erstveröffentlichung: 1. September 2023 |

## Buch
- Die Bitch Bibel. Riva anima Verlag, Düsseldorf 2020, ISBN 978-3-96775-002-7.